# Aplocheilichthys antinorii
Aplocheilichthys antinorii és una espècie de peix pertanyent a la família dels pecílids.

## Descripció
- Pot arribar a fer 4,5 cm de llargària màxima (normalment, en fa 3).[5][6][7]

## Hàbitat
És un peix d'aigua dolça, bentopelàgic i de clima tropical (18 °C-22 °C).

## Distribució geogràfica
Es troba a Àfrica: Etiòpia i Kenya (tot i que és possible que s'hagi extingit d'aquest darrer país arran de la introducció de Tilapia i de la perca americana -Micropterus salmoides-).

## Observacions
És inofensiu per als humans.